# 辛世文
辛世文（英語：Samuel Sun Sai-man，1942年9月15日—），出於法屬廣州灣（今湛江市），祖籍雷州海康縣，中国农业生物技术专家。
1974年毕业于美国威斯康辛大学植物生物化学专业，获博士学位。曾任美国ARCO植物细胞研究所首席科学家、分子生物部主任及夏威夷大学植物分子生理系正教授，现任香港中文大学生物系讲座教授。2003年当选为中国工程院院士。
在中國唸完小學和初中後，辛世文於1954年來到英屬香港，在路德會協同中學就讀（1957年中三畢業），後為照顧在港做生意而身體欠佳的父親而暫停升學，至1962年在窩打老道廣大中學完成中五課程（1960年入學）。1963年中六畢業後考入剛成立的香港中文大學，1966年畢業於新亞書院生物系（當時學院的權力尚未收歸大學中央），1968年於香港大學以二級榮譽資格完成理學學士特別學位，現為香港中文大学生物系講座教授兼系主任，2006年8月出任香港中文大学善衡書院的創院院長，至2018年離任，任期為十二年。